# Edward Alexander (profesor)
Edward Alexander (n. 1936 – d. august 2020) a fost un eseist american și profesor emerit de limba engleză la Universitatea din Washington. A efectuat cercetări științifice asupra unor personalități literare, cum ar fi John Stuart Mill, Matthew Arnold, John Morley, John Ruskin, Isaac Bashevis Singer, Lionel Trilling, Irving Howe și Robert B. Heilman și a scris cărți despre istoria evreilor, sionism și antisemitism.

## Biografie
Edward Alexander s-a născut în Brooklyn, NY. El a crescut în cartierul Brownsville unde a frecventat cursurile unei școli evreiești situate pe 500 Herzl Street. În tinerețe, el i-a idolatrizat pe Jackie Robinson și David Ben-Gurion.
Alexander a absolvit studii preuniversitare la Columbia College în 1953, apoi a studiat la Universitatea din Minnesota, unde a absolvit un masterat în 1959 și a devenit doctor în 1963.
I s-a acordat în 1974 bursa Guggenheim Fellowship în domeniul „criticii literare”.
Alexander a predat limba engleză la Universitatea din Washington în perioada 1960-2004 și a fost primul președinte al Programului de Studii Iudaice al universității. El a fost profesor invitat la Tufts, Universitatea Ebraică din Ierusalim, Universitatea din Tel Aviv și Universitatea din Memphis.
Alexander a fost membru al  Association of Literary Scholars, Critics, and Writers, National Association of Scholars și Washington Association of Scholars.
Alexander a fost operat de mai multe ori de cancer în perioada 2009-2010.

## Lucrări
În The Jewish Idea and Its Enemies (1988) Alexander a analizat conflictul dintre ideile iluministe ale liberalismului, raționalism, relativism și ideile evreiești tradiționale.
În Jews against Themselves (2015) Alexander a explorat contribuțiile evreilor apostați la elaborarea „politicii și ideologiei antisemite”.

### Cărți
- Alexander, Edward (2014). Matthew Arnold and John Stuart Mill. Hoboken: Taylor and Francis. ISBN 113502698X. originally published in London by Routledge & K. Paul (1965)
- Mill, John Stuart (1967).  Alexander, Edward, ed. Literary Essays. Indianapolis: Bobbs-Merrill.
- Alexander, Edward (1972). John Morley. New York: Twayne Publishers.
- Alexander, Edward (1973). Matthew Arnold, John Ruskin, and the Modern Temper. Columbus: Ohio State University Press. ISBN 0814201881.
- Alexander, Edward (1979). The Resonance of Dust: Essays on Holocaust Literature and Jewish Fate. Columbus: Ohio State University Press. ISBN 0814203035.
- Alexander, Edward (1980). Isaac Bashevis Singer. Boston: Twayne Publishers. ISBN 0805764240.
- Loewenberg, Robert J.; Alexander, Edward, ed. (1988). The Israeli Fate of Jewish Liberalism: Proceedings of a Conference in Jerusalem, 1985, at the Institute for Advanced Strategic and Political Studies. Lanham, Maryland: University Press of America. ISBN 0819170631.
- Alexander, Edward (1988). The Jewish Idea and its Enemies: Personalities, Issues, Events. New Brunswick, New Jersey: Transaction Books. ISBN 0887381758.
- Alexander, Edward (1990). Isaac Bashevis Singer: A Study of the Short Fiction. Boston: Twayne Publishers. ISBN 0805783296.
- Alexander, Edward, ed. (1991). The Middle East: Uncovering the Myths. New York: Anti-Defamation League. ISBN 0884641368. Papers prepared for a conference sponsored by Writers & Artists for Peace in the Middle East
- Alexander, Edward, ed. (1993). With Friends Like These: The Jewish Critics of Israel. New York, NY: S.P.I. Books. ISBN 1561710563.
- Alexander, Edward (1994). The Holocaust: History and the War of Ideas. Transaction Publishers. ISBN 1412837227.
- Alexander, Edward (1995). Irving Howe and Secular Jewishness: An Elegy. Cincinnati: Judaic Studies Program, University of Cincinnati.
- Alexander, Edward (1998). Irving Howe — Socialist, Critic, Jew. Indiana University Press. ISBN 0253113210.
- Mill, John Stuart (2001).  Alexander, Edward, ed. The Subjection of Women. New Brunswick, NJ: Transaction Publishers. ISBN 0765807661. critical edition
- Alexander, Edward (2002). Classical Liberalism and the Jewish Tradition. Transaction Publishers. ISBN 141281975X.
- Alexander, Edward; Bogdanor, Paul, ed. (2006). The Jewish Divide over Israel: Accusers and Defenders. New Brunswick, NJ: Transaction. ISBN 0765803275.
- Heilman, Robert Bechtold (2009).  Alexander, Edward; Dunn, Richard J.; Jaussen, Paul, ed. Robert B. Heilman: His Life in Letters. Seattle: University of Washington. ISBN 0295988665.
- Alexander, Edward (2009). Lionel Trilling & Irving Howe: And Other Stories of Literary Friendship. New Brunswick: Transaction Publishers. ISBN 1412815460.
- Alexander, Edward (2011). The Jewish Wars. New Brunswick, N.J.: Transaction Publishers. ISBN 9781412811323.
- Alexander, Edward (2012). The State of the Jews: A Critical Appraisal. New Brunswick, N.J.: Transaction Publishers. ISBN 1412846609.
- Alexander, Edward (2015). Jews against Themselves. New Brunswick, New Jersey: Transaction. ISBN 1412856221.